# IC 685
IC 685 је елиптична галаксија у сазвјежђу Лав која се налази на листи објеката дубоког неба у Индекс каталогу.
Деклинација објекта је + 17° 45' 15" а ректасцензија 11h 22m 6,5s. Привидна величина (магнитуда) објекта IC 685 износи 15,2 а фотографска магнитуда 16,2.